# Jean-Philippe Durand
Jean-Philippe Durand (Lione, 11 novembre 1960) è un allenatore di calcio ed ex calciatore francese, di ruolo centrocampista.

## Palmarès

### Club

#### Competizioni nazionali
- Campionato francese di seconda divisione: 2

Tolosa: 1981-1982
Olympique Marsiglia: 1994-1995
- Campionato francese: 1 (+1)

Olympique Marsiglia: 1991-1992 (+ 1992-1993 revocato) 

#### Competizioni internazionali
- UEFA Champions League: 1

Olympique Marsiglia: 1992-1993